# Echiniscus sylvanus
Echiniscus sylvanus är en djurart som tillhör fylumet trögkrypare, och som beskrevs av Murray 1910. Echiniscus sylvanus ingår i släktet Echiniscus och familjen Echiniscidae. Inga underarter finns listade i Catalogue of Life.